# شهرستان گوون
شهرستان گوون (انگلیسی: Kowon County) یک شهرستان در کره شمالی است.